# Tinagma obscurofasciella
Tinagma obscurofasciella är en fjärilsart som beskrevs av Victor Toucey Chambers 1880. Tinagma obscurofasciella ingår i släktet Tinagma och familjen skäckmalar. Inga underarter finns listade i Catalogue of Life.